# Bas Schothorst
Bas Schothorst (ur. 1 lipca 1979 roku) – holenderski kierowca wyścigowy.

## Kariera
Schothorst rozpoczął karierę w wyścigach samochodowych w 1999 roku od startów w Formula Arcobaleno Netherlands, gdzie raz stanął na podium. Z dorobkiem pięćdziesięciu punktów uplasował się tam na szóstym miejscu w końcowej klasyfikacji kierowców. W późniejszych latach Holender pojawiał się także w stawce Festiwalu Formuły Ford, Holenderskiej Formuły Ford 1800, Formuły Ford 1800 Benelux, Europejskiego Pucharu Formuły Ford, Porsche GT3 Cup Netherlands, Dutch Winter Endurance Series, McGregor Porsche GT3 Cup Challenge, BMW 130i Cup, Mégane Trophy Eurocup, Tango Dutch GT4, 24 Hours of Barcelona, Porsche Supercup, Dutch Winter Endurance Series oraz Niemieckiego Pucharu Porsche Carrera.